# Liste der Baudenkmäler in Barntrup
Die Liste der Baudenkmäler in Barntrup enthält die denkmalgeschützten Bauwerke auf dem Gebiet der Stadt Barntrup im Kreis Lippe in Nordrhein-Westfalen (Stand: Januar 2021). Diese Baudenkmäler sind in der Denkmalliste der Stadt Barntrup eingetragen; Grundlage für die Aufnahme ist das Denkmalschutzgesetz Nordrhein-Westfalen (DSchG NRW).

| Bild                                                                    | Bezeichnung                                                             | Lage                                             | Beschreibung | Bauzeit         | Eingetragen seit   | Denkmal- nummer |
| ----------------------------------------------------------------------- | ----------------------------------------------------------------------- | ------------------------------------------------ | --- | --------------- | ------------------ | --------------- |
| Schloss Alverdissen von 1879 bis 1969 Sitz des Amtsgerichts Alverdissen | Schloss Alverdissen von 1879 bis 1969 Sitz des Amtsgerichts Alverdissen | Alverdissen Schloßstraße 4 Karte                 | |                 | 16. Juli 1984      | 1               |
| weitere Bilder                                                          | Schloss Barntrup                                                        | Barntrup Obere Straße 74 Karte                   | |                 | 18. Dezember 1984  | 2               |
| Evangelische Kirche Barntrup                                            | Evangelische Kirche Barntrup                                            | Barntrup Mittelstraße 38 Karte                   | |                 | 18. Dezember 1984  | 3               |
| Kirche Alverdissen                                                      | Kirche Alverdissen                                                      | Alverdissen Vordere Straße 4 Karte               | |                 | 18. Dezember 1984  | 4 Wikidata      |
| Evangelische Kirche Sonneborn                                           | Evangelische Kirche Sonneborn                                           | Sonneborn Hauptstraße 45 Karte                   | |                 | 18. Dezember 1984  | 5               |
| Fachwerkhaus                                                            | Fachwerkhaus                                                            | Selbeck Im Schürenbusch 1 Karte                  | |                 | 18. Dezember 1984  | 6               |
| Fachwerkhaus                                                            | Fachwerkhaus                                                            | Alverdissen Schloßstraße 19 Karte                | | 1593            | 18. Dezember 1984  | 7               |
| Fachwerkhaus                                                            | Fachwerkhaus                                                            | Selbeck Im Rüschern 1 Karte                      | |                 | 30. August 1985    | 8               |
| Fachwerkhaus                                                            | Fachwerkhaus                                                            | Barntrup Krumme Straße 2 Karte                   | |                 | 25. Juni 1986      | 9               |
| Fachwerkhaus                                                            | Fachwerkhaus                                                            | Barntrup Mittelstraße 57 Karte                   | Dielenhaus mit linksseitiger Utlucht und beschnitzten Füllbrettern. Das Erdgeschoss durch Schaufenstereinbauten verändert.                                | 1661            | 25. Juni 1986      | 10              |
| Ackerbürgerhaus                                                         | Ackerbürgerhaus                                                         | Barntrup Mittelstraße 55 Karte                   | Dielenhaus mit linksseitiger Utlucht. Der verbretterte Giebel kragt über Knaggen vor, die mit Wulst und Stab verziert sind.                               | 1646            | 25. Juni 1986      | 11              |
| Fachwerkgiebel                                                          | Fachwerkgiebel                                                          | Barntrup Untere Straße 29 Karte                  | Dielenhaus. Die Füllhölzer am Giebel sind mit Zahnschnittfries und Beschlagwerk versehen. Die linke Hälfte wird durch einen Garageneinbau beeinträchtigt. | 1614            | 25. Juni 1986      | 12              |
| Fachwerkgiebel                                                          | Fachwerkgiebel                                                          | Barntrup Untere Straße 33 Karte                  | Dielenhaus. Wohl das älteste Haus der Stadt. Die linke Traufseite massiv erneuert.                                                                        | 1596            | 25. Juni 1986      | 13              |
| Fachwerkgiebel                                                          | Fachwerkgiebel                                                          | Barntrup Untere Straße 51 Karte                  | Dielenhaus mit rechtsseitiger Utlucht. Die Balken sind mit Ranken und Beschlagwerk reich verziert.                                                        | 1671            | 25. Juni 1986      | 14              |
| Wachtmeisterhaus Alverdissen                                            | Wachtmeisterhaus Alverdissen                                            | Alverdissen Herrengarten 4 Karte                 | |                 | 3. April 1985      | 15              |
| weitere Bilder                                                          | Schlossanlage Barntrup                                                  | Barntrup Obere Straße 74 Karte                   | | 1584–1588       | 12. November 1987  | 16              |
| Fachwerkhaus                                                            | Fachwerkhaus                                                            | Sonneborn Alte Dorfstraße 22 Karte               | |                 | 7. Dezember 1987   | 17              |
| Fabrik und Villa Steneberg                                              | Fabrik und Villa Steneberg                                              | Barntrup Mittelstraße 14d Karte                  | |                 | 7. Dezember 1987   | 18              |
| Fachwerkhaus                                                            | Fachwerkhaus                                                            | Barntrup Untere Straße 2 Karte                   | |                 | 13. April 1988     | 19              |
| Fachwerkhaus                                                            | Fachwerkhaus                                                            | Barntrup Mittelstraße 49 Karte                   | |                 | 19. September 1988 | 20              |
| Giebelhaus                                                              | Giebelhaus                                                              | Barntrup Untere Straße 7 Karte                   | Großes Dielenhaus mit massiven Außenwänden und Fachwerkgiebel, nach dem großen Stadtbrand von 1858 errichtet.                                             | 1859            | 19. September 1988 | 21              |
| BW                                                                      | Fachwerkhaus                                                            | Sommersell Barntruper Straße 28 Karte            | |                 | 19. September 1988 | 22              |
| weitere Bilder                                                          | Fachwerkhaus                                                            | Sommersell Barntruper Straße 7 Karte             | |                 | 17. November 1988  | 23              |
| BW                                                                      | Torbögen                                                                | Sommersell Barntruper Straße 26 Karte            | |                 | 30. November 1988  | 24              |
| Fachwerkhaus                                                            | Fachwerkhaus                                                            | Barntrup Mittelstraße 45 Karte                   | Dielenhaus mit rechtsseitiger Utlucht und reichen Schnitzereien. Die rechte Traufseite wurde massiv erneuert.                                             | Mitte 17. Jh.   | 30. November 1988  | 25              |
| Rathaus                                                                 | Rathaus                                                                 | Barntrup Mittelstraße 38 Karte                   | | 1907            | 30. November 1988  | 26              |
| Verwaltungsgebäude                                                      | Verwaltungsgebäude                                                      | Barntrup Mittelstraße 32 Karte                   | |                 | 30. November 1988  | 27              |
| weitere Bilder                                                          | Windmühle Sonneborn                                                     | Sonneborn Saalberg Karte                         | |                 | 5. September 1989  | 28              |
|                                                                         |                                                                         |                                                  | |                 | gestrichen         | 29              |
| Wohn- und Geschäftshaus                                                 | Wohn- und Geschäftshaus                                                 | Barntrup Mittelstraße 37 Karte                   | | Kernbau 16. Jh. | 6. März 1990       | 30              |
| weitere Bilder                                                          | Mausoleum/Mönkeberg                                                     | Barntrup Außenbereich Karte                      | |                 | 6. März 1990       | 31              |
| weitere Bilder                                                          | Grenzstein, Landesgrenze                                                | Außenbereich                                     | |                 | 6. März 1990       | 32              |
| weitere Bilder                                                          | Gutsanlage Mönchshof                                                    | Barntrup Mönchshof Karte                         | |                 | 18. März 1990      | 33              |
| Fachwerkhaus                                                            | Fachwerkhaus                                                            | Alverdissen Hintere Straße 1 Karte               | | 1689            | 20. Dezember 1990  | 34              |
| Fachwerkhaus                                                            | Fachwerkhaus                                                            | Alverdissen Schloßstraße 10 Karte                | |                 | 20. Dezember 1990  | 35              |
| Fachwerkhaus                                                            | Fachwerkhaus                                                            | Alverdissen Neue Straße 2 Karte                  | | 1855            | 4. Februar 1990    | 36              |
| Fachwerkhaus                                                            | Fachwerkhaus                                                            | Alverdissen Neue Straße 4 Karte                  | |                 | 16. April 1991     | 37              |
| Fachwerkhaus                                                            | Fachwerkhaus                                                            | Alverdissen Neue Straße 6 Karte                  | |                 | 24. Februar 1994   | 38              |
| Fachwerkhaus                                                            | Fachwerkhaus                                                            | Alverdissen Schloßstraße 9 Karte                 | |                 | 16. April 1991     | 39              |
| Fachwerkhaus                                                            | Fachwerkhaus                                                            | Alverdissen Hintere Straße 19 Karte              | |                 | 16. April 1991     | 40              |
| BW                                                                      | Fachwerkhaus                                                            | Sonneborn Alte Dorfstraße 9 Karte                | |                 | 16. April 1991     | 41              |
| weitere Bilder                                                          | Rittergut Wierborn                                                      | Barntrup Wierborn 1 Karte                        | |                 | 7. August 1991     | 42              |
| weitere Bilder                                                          | Jüdischer Friedhof (Barntrup)                                           | Barntrup Hagenstraße Karte                       | |                 | 18. November 1991  | 43              |
| weitere Bilder                                                          | Jüdischer Friedhof (Alverdissen)                                        | Alverdissen Südhagen Karte                       | |                 | 18. November 1991  | 44              |
| weitere Bilder                                                          | Sandsteinpfeiler/trigonometrischer Punkt, Tappen                        | Außenbereich Karte                               | | 1875            | 10. Juli 1992      | 45              |
| Vierständer-Fachwerkhaus                                                | Vierständer-Fachwerkhaus                                                | Alverdissen Hintere Straße 30 Karte              | |                 | 7. April 1994      | 46              |
| Fachwerkhaus                                                            | Fachwerkhaus                                                            | Alverdissen Hintere Straße 4 Karte               | | Mitte 17. Jh.   | 7. April 1994      | 47              |
| Hofanlage                                                               | Hofanlage                                                               | Barntrup Struchtrup 5 Karte                      | |                 | 7. April 1994      | 48              |
| Turmuhr, Glocke und Glockenstuhl                                        | Turmuhr, Glocke und Glockenstuhl                                        | Barntrup Mittelstraße 38 Karte                   | siehe auch Nr. 3 |                 | 10. Dezember 1996  | 49              |
| weitere Bilder                                                          | ehemaliges Bahnhofempfangsgebäude                                       | Barntrup Am Bahnhof Karte                        | |                 | 18. August 1997    | 50              |
| Extertalbahn, Teilstreckenführung von Barntrup nach Ullenhausen         | Extertalbahn, Teilstreckenführung von Barntrup nach Ullenhausen         | Beginn Bahnhof Barntrup / Ende Ullenhausen Karte | |                 | 21. Januar 2021    | 51              |